# Museum am Dom (Lübeck)

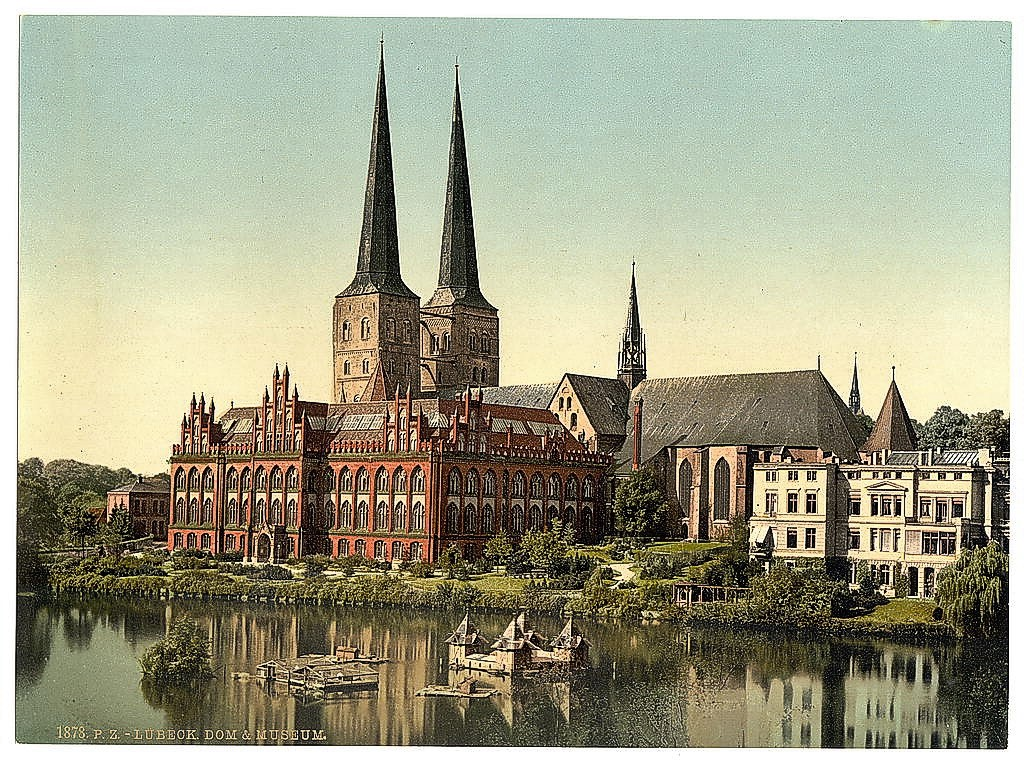
Museum am Dom (um 1893)

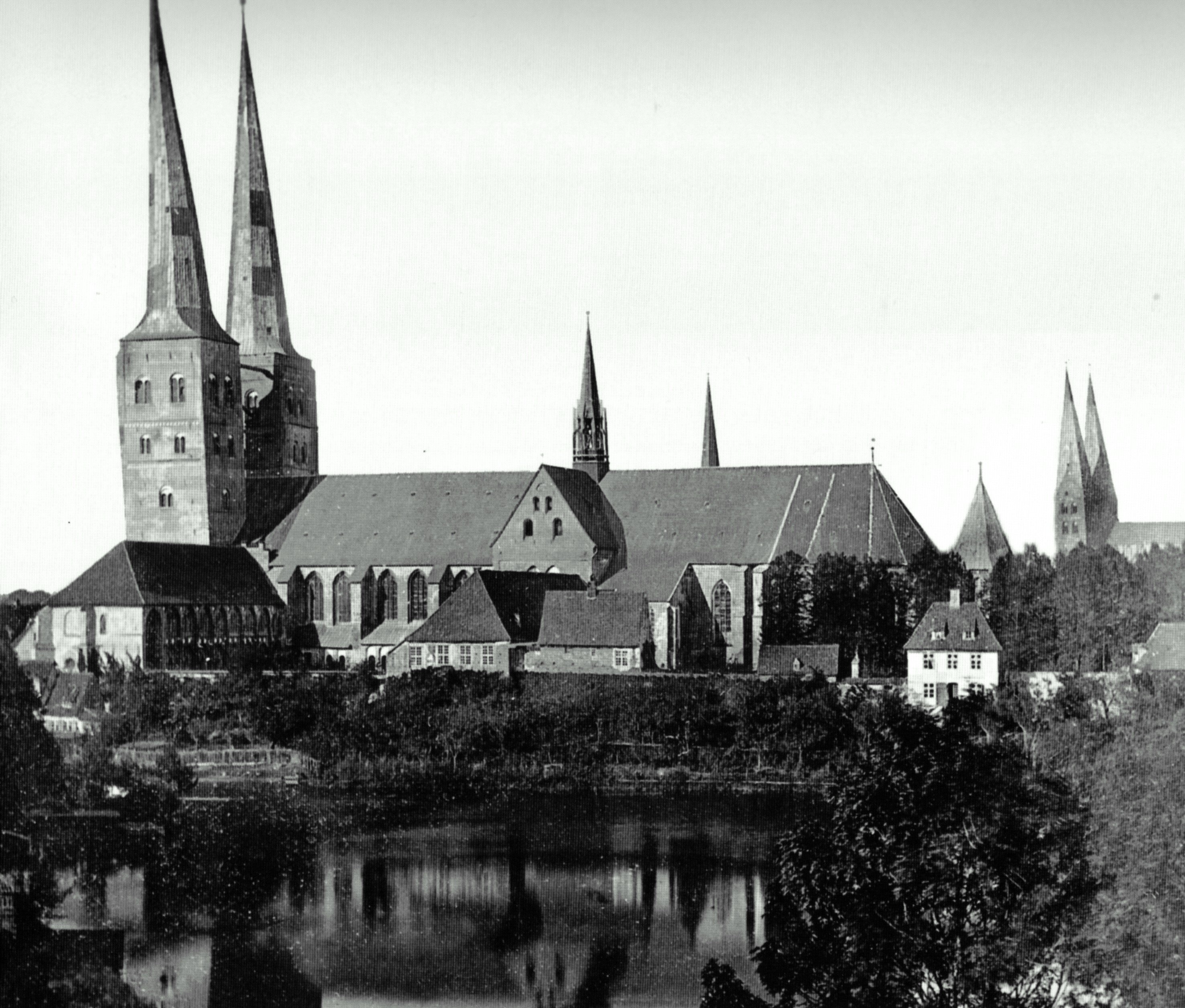
Vorgängerbebauung des Museums: das als Hospital genutzte Domkloster (Foto: Joseph Wilhelm Pero vor 1847)

Das Museum am Dom war ein Museum in Lübeck, das von 1893 bis zum Luftangriff auf Lübeck 1942 bestand.

## Geschichte
Der erste Bau eines Museums wurde vom Lübecker Senat am 8. Mai 1882 beschlossen. Als Standort wurde das alte Hospital am Lübecker Dom bestimmt, welches mit der Südseite des Doms den Kreuzgang des Lübecker Domklosters mit einbezog. Der Bau war aufgrund eines Legats von 150000 Reichsmark möglich geworden, das der in der Karibik und Venezuela zu großem Vermögen gekommene Lübecker Kaufmann Georg Blohm der Stadt Lübeck 1878 „zur Beförderung des Gedeihens vaterstädtischer Angelegenheiten“ hinterlassen hatte. Nach einer Bestätigung des Senatsbeschlusses 1887 fertigte der Lübecker Museumsmann Theodor Hach 1888 eine entsprechende Denkschrift mit seinem Konzept. Der Leitende Baudirektor Lübecks, der Hase-Schüler Adolf Schwiening, setzte den Bau im Stil der Neugotik ab 1889 um, und 1893 konnte Lübecks erster Museumsneubau überhaupt vom Senat unter Vorsitz von Bürgermeister Kulenkamp eröffnet werden.
Die Neugestaltung der Grünanlage vor dem Museum und um den Mühlenteich führte der Stadtgärtner Metaphius Theodor August Langenbuch durch.

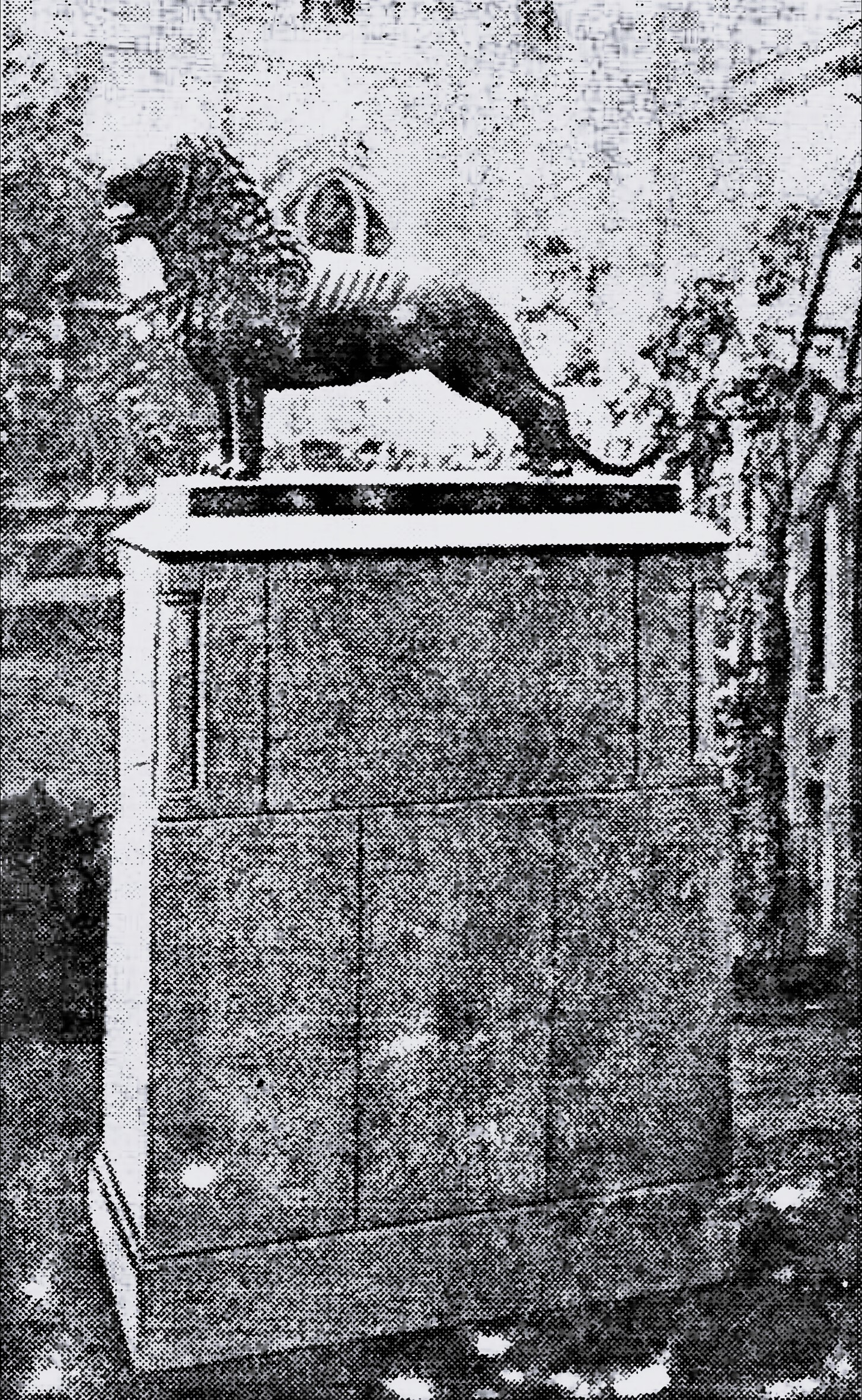
(erster) Braunschweiger Löwe im Garten des Museums am Dom

Auf Willibald Leo von Lütgendorff-Leinburgs, zu jener Zeit Direktor des Museums, Veranlassung hin arbeitete Otto Mantzel aus einem künstlichen Basaltblock eine etwa ¾ der Originalgröße des Braunschweiger Löwens entsprechende freie Kopie heraus. Folglich war sie als ein Original-Arbeitsstück anzusehen. Das Postament bestand aus Kunst-Odenwald-Sandstein. Die Enthüllung erfolgte am 9. Oktober 1930 an der Stelle im Garten des Museums, die Heinrich der Löwe bei der Begründung des Domes auf dem bewaldeten Hügel nahe der Trave voraussichtlich zuerst betreten haben wird. Während der Feier wurde Adolf Ihde als Direktor der Gemeinnützigen Gesellschaft das Ehrenmal übergeben.
Das Museum selbst befand sich, wie die weiteren Lübecker Museen auch, in der privaten Trägerschaft der Gesellschaft zur Beförderung gemeinnütziger Tätigkeit in Lübeck, der auch der Großteil der gezeigten Sammlungen gehörte. Direktor der Gesellschaft im Zeitpunkt der Eröffnung des Museums war der Lübecker Rechtsanwalt Adolf Brehmer. Die Gemeinnützige bekam nach dem Ersten Weltkrieg mit folgender Inflation und Weltwirtschaftskrise, die ihre Kapitalstöcke dezimierten, zunehmend Probleme, die Gehälter für ihre Museen aufzubringen und war seit Anfang der 1920er Jahre zunehmend auf öffentliche Hilfe angewiesen; eine von der Gemeinnützigen angebotene Verstaatlichung wurde jedoch während der Weimarer Zeit von der Lübecker Bürgerschaft und dem Senat der Hansestadt mehrfach abgelehnt. Erst mit der Verstaatlichung der Lübecker Museen durch die Nationalsozialisten 1934 gingen diese auf die öffentliche Hand über und wurden mit der Mediatisierung des Lübschen Staates durch das Groß-Hamburg-Gesetz 1937 kommunal.
Der rapide Zuwachs von Sammlungsbeständen ließ das Museum bereits nach kurzer Zeit aus den Nähten platzen, so dass bereits 1905 Erweiterungsmöglichkeiten untersucht wurden. Dabei wurde zunächst das Zeughaus auf der Nordseite des Doms in Betracht gezogen, aber schließlich das St.-Annen-Kloster ausgewählt, welches 1915 unter Karl Schaefer als erstem hauptamtlichen Museumsdirektor eröffnet wurde und den Großteil der Bestände zur Kunst- und Kulturgeschichte Lübeck übernahm. Damit hatten die verbliebenen Sammlungen genug Platz, um repräsentativ dargestellt zu werden. 
Ab 1933 politisch gewollt und geplant war der Aufbau eines nationalsozialistischen Heimatmuseums. Es sollte die Schwerpunkte „Landschaft um Lübeck, der niederdeutsche Mensch in seinen rassischen Merkmalen und in seinen vielfältigen Lebbensbedingungen, eine vorgeschichtliche Abteilung sowie eine volkskundliche Abteilung“ umfassen. So zog Mitte der 1930er Jahre die vorgeschichtliche Sammlung aus dem St.-Annen-Museum in das Museum am Dom und wurde neu präsentiert.

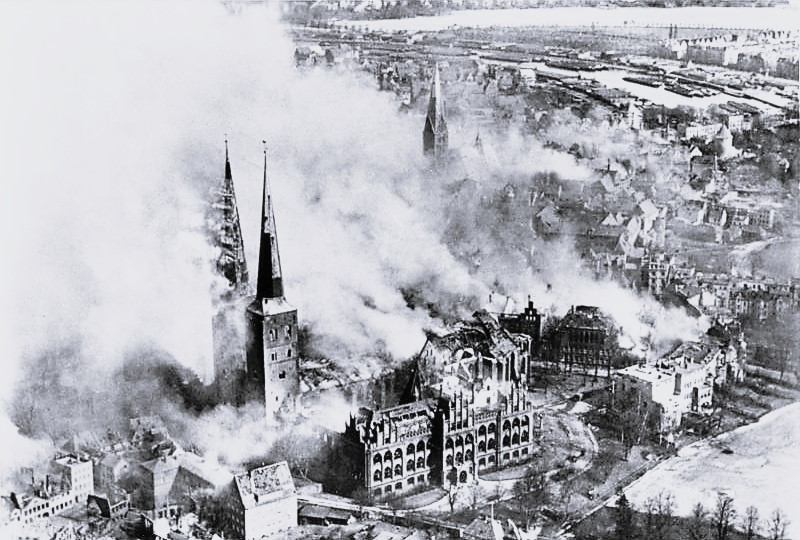
Unmittelbar nach dem Luftangriff 1942

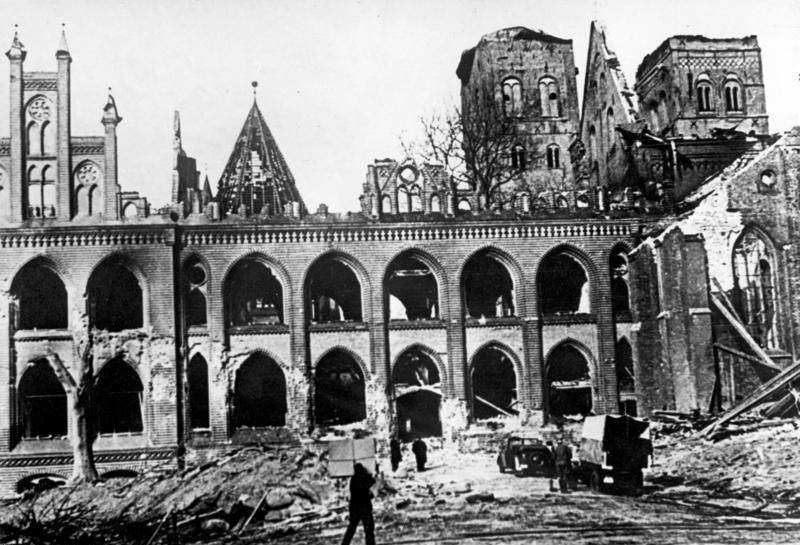
Blick auf den ausgebrannten Ostflügel (1945)

Das Museum bestand von 1934 bis zum Frühjahr 1942, als es beim Luftangriff auf Lübeck an Palmarum zerstört wurde, nur noch aus den Abteilungen der Naturkunde, der Völkerkunde und der neu hinzugekommenen Bodendenkmalpflege und Archäologie mit Exponaten von der Vor- und Frühgeschichte bis in das Mittelalter. Die durchaus wiederaufbaufähigen Reste des Museumsbaus wurden nach Ende des Krieges mit Ausnahme der Ostwand des Westflügels zum Innenhof abgetragen; von 1959 bis 1961 erfolgte der Neuaufbau in schlichten Formen. Heute befinden sich an dieser Stelle das Archiv der Hansestadt Lübeck im Westflügel und das an die Tradition des Museumsstandortes anknüpfende Museum für Natur und Umwelt Lübeck im Südflügel. Zwischen beiden befindet sich ein Saal, der für Vorträge und Sonderausstellungen genutzt wird und der den Namen Museum am Dom weiter führte. Der Eingang zum Museum hatte früher die Hausadresse Domkirchhof 2, heute Musterbahn 8.

## Sammlungen
Das Museum am Dom nahm seiner Konzeption entsprechend sechs selbstständige Abteilungen auf:
- Das Museum für Lübeckische Kunst und Kulturgeschichte (Konservatoren bzw. Direktoren Theodor Hach (–1910) und Karl Schaefer (1910–); ausgegliedert 1915 in das St. Annen Museum[6]) und durchaus konkurrierend hierzu die nächste Abteilung, die
- Sammlung von Gemälden, Kupferstichen und Handzeichnungen (Erster Konservator ab 1902: Willibald Leo von Lütgendorff-Leinburg;[7] künstlerisch wertvolle Sammlungsbestandteile ausgegliedert 1922 an das Museum Behnhaus unter Carl Georg Heise, die Kupferstiche und Handzeichnungen erst 1934 im Zuge der Verstaatlichung der Lübecker Museen.) Zu dieser Abteilung gehörte als Unterabteilung:
  - Die Sammlung von Gipsabgüssen antiker Bildwerke (entstanden auf Initiative von Adolf Holm; mit der Sammlung von Gemälden eine Abteilung des Hauses bildend; sie bestand 1893 aus 116 Exponaten, war im Dachgeschoss des Museums am Dom untergebracht und wurde bei ihrer Auflösung im Zuge der Verstaatlichung der Lübecker Museen 1934 auf die Lübecker Schulen als Anschauungsmaterial für den Unterricht verteilt.)
- Das Gewerbemuseum (Konservator Gewerbelehrer Julius Hoch; Sammlungsbestände wurden 1915, soweit brauchbar, in das St.-Annen-Museum übernommen).
- Das Handelsmuseum (Konservatoren Konsul Grupe (–1895), Theodor Wetzke (1895–1915) und Karl Steyer, der Konservator der Naturhistorischen Museums (1916–1934); 1934 bei Verstaatlichung nicht fortgeführt).
- Das Museum für Völkerkunde. Dieses Museum war Ende des 19. und zu Beginn des 20. Jahrhunderts durch Spenden Lübecker Bürger unter Richard Karutz als Direktor extrem gewachsen. Es wurde von der Geographischen Gesellschaft zu Lübeck stark gefördert. Die Völkerkunde war zunächst im Obergeschoss des Ostteils des Museums am Dom untergebracht und profitierte von der Ausgliederung der Kunst und Kulturgeschichte ab 1913 in St. Annen Museum am meisten; nunmehr belegte die Völkerkunde die Hälfte des Erdgeschosses und das gesamte erste Stockwerk des Museums am Dom. Eine weitere Flächenexpansion im Erdgeschoss ermöglichte 1923 unter dem Nachfolger von Karutz, Theodor Hansen,[8] die Ausgliederung der Gemäldesammlung in das Behnhaus 1922. Bei Übergang in Staatsbesitz 1934 hatte sich die Völkerkundesammlung gegenüber 1892 verfünffacht und umfasste 20000 Katalognummern, von denen etwa ein Drittel 1942 zerstört wurden. Die Überreste bilden heute die Völkerkundesammlung der Hansestadt Lübeck.
- Das Museum für Naturkunde. Es basierte auf der 1800 der Gemeinnützigen vermachten Sammlung ihres Mitgründers Johann Julius Walbaum, die im Laufe des 19. Jahrhunderts weiter vermehrt worden war und damit ältester Sammlungsbestandteil des Museums war. Zu den Bürgern, die den Ausbau der naturkundlichen Sammlung förderten gehörten u. a. der eigentlich mehr als Restaurator bekannte Entomologe Carl Julius Milde und sein Schüler Jakob Behrens.[9] Konservator der Sammlung im 19. Jahrhundert war der Apotheker und Botaniker Gottfried Renatus Häcker, der dem Museum sein Herbar vermachte. Im 20. Jahrhundert gehörte auch das Lübecker Stadtoriginal Ernst Albert als Entomologe zu den Förderern der Lübecker Naturkunde. Von 1920 bis zur Zerstörung 1942 war der Lehrer und Entomologe Ludwig Benick Kustos der Sammlungen. Mit einer Devisenspende von Clara Lagerlöf aus New York City, der Tochter des 1913 verstorbenen Kustos Heinrich Lenz, konnte Benick in der Inflationszeit die Lübecker Naturkunde neu aufstellen.[10]
- In den 1930er Jahren baute Ludwig Benick eine eigene prähistorische Abteilung auf.[11]

## Kulturgutverluste

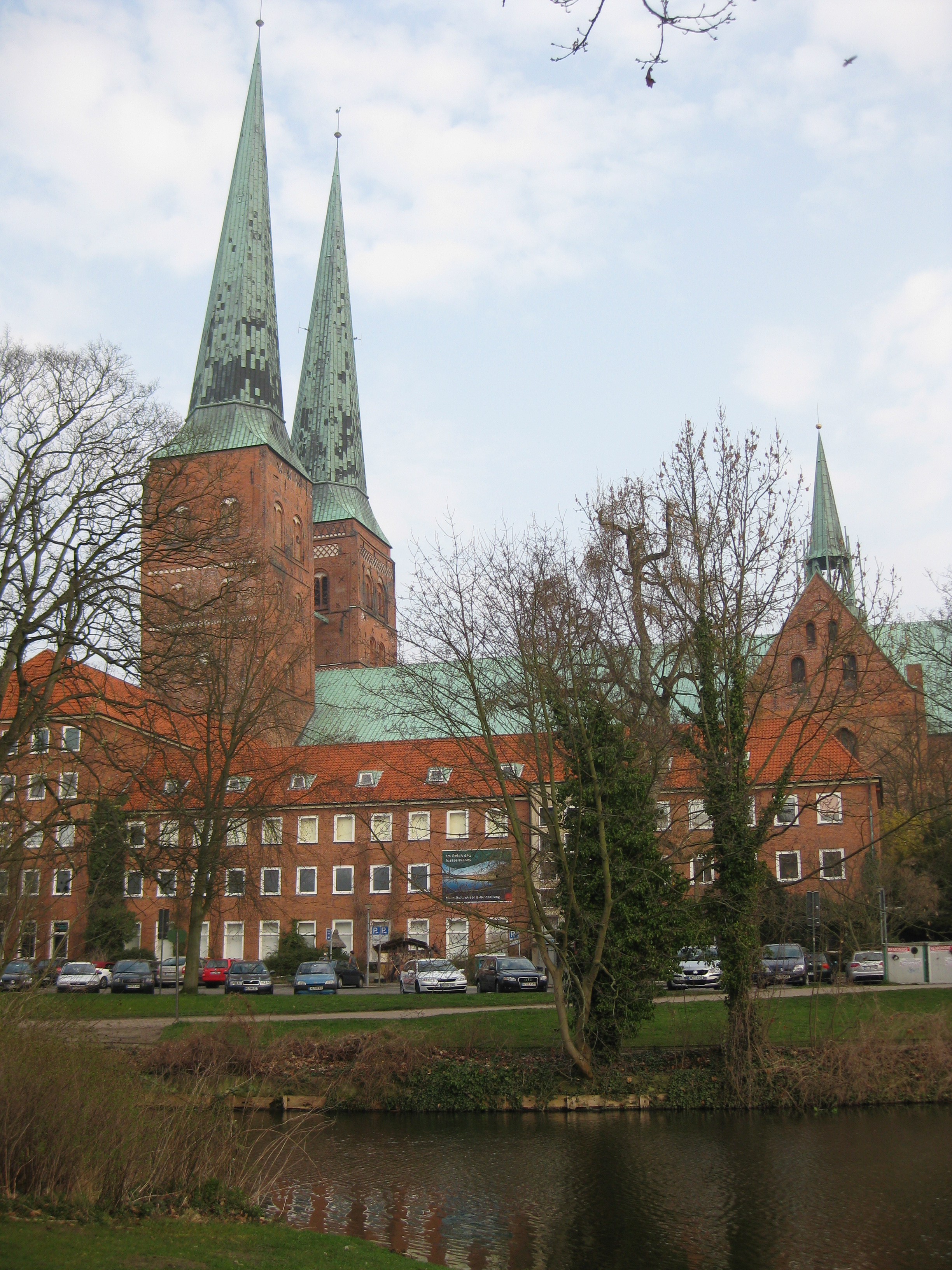
Heute: Museum für Natur und Umwelt Lübeck (2009)

Neben den beklagenswerten Verlusten der Lübecker Völkerkundesammlung erlitt wohl den größten Schaden die Lübecker Bodendenkmalpflege, die vom St. Annen Museum in das Museum am Dom zurückgeführt worden war. Wie der Lübecker Stadtarchäologe der unmittelbaren Nachkriegszeit Werner Neugebauer notierte, waren durch den Luftangriff 1942 mit dem Dommuseum die meisten Fundstücke der Bodendenkmalpflege, aber auch der gesamte schriftliche Nachlass früherer Forschergenerationen vernichtet worden, so dass eine Wiederanknüpfung an den Stand der Vorkriegszeit aussichtslos erschien.
Im Vergleich dazu kam die Gemäldesammlung vergleichsweise harmlos davon, da ihre wertvollen Bestände fast zur Gänze zuvor an das St. Annenmuseum oder das Behnhaus gegangen waren. Georg Behrens bilanziert jedoch die 1891 mit Hilfe des Senats für das Museum erworbene Sammlung von 27 Panoramen der ersten Hälfte des 19. Jahrhunderts als kulturhistorisch bedeutsamen Verlust. Diese, auch Rundbilder genannten, 180°-Darstellungen europäischer Städte und Landschaften des Reisemalers Karl Georg Enslen hatten Abmessungen von etwa 5 × 1 m.
Das Naturkundemuseum wurde nach dem Verlust seiner Naturalienkabinette des 18. Jahrhunderts und seiner internationalen Sammlungen in den 1950er Jahren mit dem Profil eines naturkundlichen Heimatmuseums von Gotthilft von Studnitz weitgehend völlig neu konzipiert.

## Veröffentlichungen des Museums am Dom
- Jahresbericht des Naturhistorischen Museums in Lübeck, H.G. Rahtgens, Lübeck [Periodikum]
- Jahrbuch des Museums für Kunst und Kulturgeschichte zu Lübeck, Lübeck